# Bell YAH-63
Der Bell YAH-63 (Herstellerbezeichnung „Modell 409“) war ein Prototyp für das „Advanced Attack Helicopter“-Programm (AAH) der U.S. Army. In der Flugerprobung unterlag der YAH-63 dem YAH-64 von Hughes, aus dem später der AH-64 Apache hervorging.

## Geschichte

### AAFSS-Programm
Mitte der 1960er Jahre initiierte die U.S. Army das AAFSS-Programm („Advanced Aerial Fire Support System“), aus dem der AH-56 Cheyenne hervorging. Dieser sollte primär zur Panzerabwehr eingesetzt werden, eine Aufgabe, die zu diesem Zeitpunkt die AH-1G Hueycobra als Übergangslösung im Vietnamkrieg übernahm. In der Armeeführung war man sich allerdings früh darüber im Klaren, dass das Modell für den Schutz Westeuropas vor den großen Panzerverbänden des Warschauer Paktes ungeeignet sei.
Im Jahr 1972 führte die Armee eine Bewertung der Modelle Bell 309 KingCobra, Lockheed AH-56 Cheyenne und Sikorsky S-67 durch. In dem bis Juli 1972 andauernden Flugerprobung kam man zu dem Schluss, dass kein Typ der Anforderungen gerecht werden würde. Daraufhin wurde das Cheyenne-Programm im August 1972 storniert, auch aufgrund von technischen Schwierigkeiten und dem fragwürdigen „Hochgeschwindigkeits-Sturzflug-Konzepts“.

### AAH-Programm
Da nach dem Scheitern des AAFSS-Programms weiterhin ein dringender Bedarf nach einem Panzerabwehrhubschrauber bestand, wurde nun das AAH-Programm („Advanced Attack Helicopter“) initiiert. Kurzzeitige Überlegungen, statt eines Hubschraubers ein Panzerabwehrflugzeug anzuschaffen, wurden schnell wieder verworfen, da man andernfalls in den Aufgabenbereich der U.S. Air Force eingegriffen hätte, die zu diesem Zeitpunkt selbst solch ein Muster (A-10 Thunderbolt II) in der Entwicklung hatte.
Als Anforderung an das neue Modell des AAH-Programms legte die Army fest, dass der Hubschrauber der AH-1 Cobra im Bereich Feuerkraft, Flugleistung und Einsatzreichweite überlegen sein muss. Um Entwicklungs- und Betriebskosten zu sparen, entschied man sich, dass die Triebwerke General Electric T700 des „Utility-Helicopter“-Programms (aus dem später die UH-60 Black Hawk hervorging) verwendet werden sollten. Als Bewaffnung sollten eine 30-mm-Bordkanone und 16 BGM-71-TOW-Panzerabwehrraketen verbaut werden. Später änderte man diese Anforderung ab und forderte nun, die noch in der Entwicklung befindlichen lasergesteuerten AGM-114-Hellfire-Raketen einzusetzen. Diese wiesen eine höhere Reichweite und Effektivität auf.
Bell, Boeing-Vertol (zusammen mit Grumman), Hughes, Lockheed und Sikorsky reichten Vorschläge für das AAH-Programm ein. Im Juni 1973 wurden Bell und Hughes als Finalisten ausgewählt und erhielten Verträge für den Bau von jeweils zwei Prototypen.

### Flugerprobung
Obwohl der YAH-63 viele konstruktive Elemente der Cobra zur Kostenreduktion übernahm (schmaler, langer Rumpf, Tandemanordnung der Besatzung, Stummelflügel etc.), stellte er dennoch ein eigenständiges Modell dar. Besondere Merkmale waren das Tandem-Bugfahrwerk, ein ungewöhnliches Seitenleitwerk und die dreiläufige XM-188 30-mm-Kanone. Ungewöhnlich war auch, dass der Pilot auf dem Vordersitz saß (wozu auch die Cockpitscheiben angepasst wurden). Der Hintergrund war, dass der Pilot im Rahmen des Einsatzkonzeptes in den bewaldeten Gebieten Westeuropas, eine bessere Übersicht benötigte, um „in den Baumkronen“ fliegen zu können. Um die Luftverladbarkeit der YAH-63 zu gewährleisten, konnte der Rotormast abgesenkt und das Fahrwerk teilweise eingefahren werden. Dies diente der Höhenreduktion der Maschine.
Der erste Prototyp des YAH-63 (S/N 73-22246) absolvierte seinen Erstflug am 1. Oktober 1975. Dieser stürzte im Juni 1976 ab. Da das Flugprogramm mit dem zweiten Prototyp (S/N 73-22247) nicht allein durchzuführen war, bauten Bell eine statische Bruchzelle zu einem dritten Prototyp um.
Im Dezember 1976 wurde der YAH-64 als Sieger des AAH-Programms ausgewählt und zum AH-64 Apache weiterentwickelt. Als Grund für die Entscheidung nannte die Army das Vierblatt-Rotor-Design des YAH-64, das gegenüber dem Zweiblatt-Rotor des YAH-63 als beschusssicherer angesehen wurde. Insgesamt galt der YAH-64 als sicherer, sowohl was die Fahrwerksstabilität als auch was die Cockpitpanzerung anging. Des Weiteren glaubte man, dass das Entwicklungspotential des YAH-64 besser sei, bedingt durch die höhere Nutzlast. Einige Beobachter glaubten, dass die Entscheidung auch politisch motiviert war, da die U.S. Army eine klarere Abkehr von der AH-1 Cobra wollte.

## Technische Daten
| Kenngröße             | Daten                                              |
| --------------------- | -------------------------------------------------- |
| Besatzung             | 2                                                  |
| Länge                 | 13,6 m                                             |
| Rotordurchmesser      | 14,6 m                                             |
| Höhe                  | 4,1 m                                              |
| Rotorfläche           | 168,1 m²                                           |
| Leermasse             | 2993 kg                                            |
| max. Startmasse       | 4500 kg                                            |
| Triebwerke            | zwei General Electric T700-Turbinen mit je 1680 PS |
| Höchstgeschwindigkeit | 338 km/h                                           |
| Reichweite            | 587 km                                             |
| max. Flughöhe         | 3720 m                                             |
| max. Steigrate        | 8,2 m/s                                            |